# 日本医蛭
日本医蛭（学名：Hirudo nipponia）为医蛭科医蛭属的动物，俗名稻田医蛭、水蛭、日本医水蛭。分布于日本、俄罗斯的远东地区、蒙古以及中国大陆的北起东北各省、内蒙古、西至四川、甘肃、南达广东等地，一般栖息于水田及其与之相通的沟渠、池塘和沼泽中以及特别是常年积水或排水不良的沤田和畈心田中数量最多。该物种的模式产地在日本。